# Arsène Richard
Arsène Richard (* 9. Mai 1935 in Saint-Louis-de-Kent, New Brunswick; † 6. Januar 1989) war ein kanadischer Geistlicher und römisch-katholischer Bischof von Bathurst.

## Leben
Arsène Richard besuchte die Schule in Saint-Louis-de-Kent und von 1949 bis 1956 das Collège Sacré-Cœur in Bathurst. Anschließend studierte er Philosophie und Katholische Theologie am Priesterseminar in Halifax. Am 11. Juni 1960 empfing Richard in der Kirche Saint-Louis-des-Français in Saint-Louis-de-Kent durch den Erzbischof von Moncton, Norbert Robichaud, das Sakrament der Priesterweihe.
Richard war zunächst als Lehrer am Collège de l’Assomption und als Direktor des Centre étudiant Pie X. in Moncton tätig. Von 1964 bis 1965 studierte er Liturgiewissenschaft am Liturgischen Institut der Abtei Zevenkerken in Brügge und von 1965 bis 1966 Katechetik am Institut Catholique de Paris. 1967 kehrte Arsène Richard in seine Heimat zurück und wurde Direktor des Diözesanbüros für Katechese im Erzbistum Moncton. Daneben wirkte er ab 1970 als Pfarrvikar der Pfarrei Christ-Roi in Moncton und ab 1974 als Pfarradministrator der Pfarrei Sainte-Bernadette. 1983 wurde Richard Pfarrer der Pfarrei Saint-Jacques in Scoudouc.
Am 15. November 1985 ernannte ihn Papst Johannes Paul II. zum Bischof von Bathurst. Der Erzbischof von Moncton, Donat Chiasson, spendete ihm am 5. Februar 1986 in der Kathedrale Sacré-Coeur in Bathurst die Bischofsweihe; Mitkonsekratoren waren der Bischof von Edmundston, Fernand Lacroix CIM, und der emeritierte Bischof von Bathurst, Camille-André LeBlanc.